# Herpolitha
Genre
Herpolitha est un genre de coraux durs de la famille des Fungiidae.

## Liste d'espèces
Le genre Herpolitha comprend les espèces suivantes :
| Selon World Register of Marine Species (4 juillet 2015) : - Herpolitha limax (Esper, 1797) | Selon ITIS (4 juillet 2015) : - Herpolitha limax Esper, 1797 - Herpolitha weberi Van Der Horst, 1921 |